# Parrocchie della diocesi di Teramo-Atri
Le parrocchie della diocesi di Teramo-Atri sono 187 e sono distribuite in comuni appartenenti alla provincia di Teramo.

## Forania di Teramo
Teramo
- Santa Maria Assunta (Cattedrale)
- Sant'Antonio
- Santa Maria del Carmine
- Santo Spirito
- Cuore Immacolato di Maria
- Sacro Cuore
- San Berardo
- Madonna della Cona (fraz. Cona)
- Madonna della Salute (fraz. Villa Mosca)
- San Gabriele dell'Addolorata (fraz. Colleparco)
- San Martino di Tours (fra. Villa Ripa)
- San Michele Arcangelo (fraz. Magnanella)
- San Michele Arcangelo (fraz. Villa Gesso)
- Santa Maria in Cartecchio (fraz. Cartecchio)
- Santa Maria de Praediis (fraz. Castagneto)
- San Vincenzo Ferreri in Colleatterato Alto (fraz. Colleatterato)
- San Lorenzo (fraz. Colleminuccio)
- Santa Maria ad Melatinum (fraz. Garrano)
- San Nicola (fraz. Cavuccio)
- Santa Rita (fraz. Piano della Lenta)
- San Felice (fraz. Putignano)
- San Pietro ad Lacum (fraz. San Pietro ad Lacum)
- Santa Maria Assunta (fraz. Villa Rupo)

## Forania di Atri
Atri
- Santa Maria Assunta (Concattedrale)
- San Nicola
- San Gabriele dell'Addolorata
- Santa Marina (fraz. Casoli di Atri)
- Santa Margherita (fraz. Santa Margherita)
- San Giacomo (fraz. San Giacomo)
- San Gaetano (fraz. Fontanelle)

Pineto
- Sant'Agnese
- San Francesco
- Santa Maria (fraz. Borgo Santa Maria)
- Sacra Famiglia (fraz. Scerne)
- San Silvestro (fraz. Mutignano)

Silvi
- Santa Maria Assunta
- Cuore Immacolato di Maria
- San Salvatore (fraz. Silvi Paese)
- Santo Stefano (fraz. Santo Stefano)

## Forania di Campli
Campli
- Santa Maria in Platea
- Santissimo Salvatore
- San Pietro (fraz. Campovalano)
- San Giovanni Battista (fraz. Castelnuovo)
- Santi Mariano e Giacomo (fraz. Nocella)
- San Giacomo (fraz. Battaglia)
- San Gennaro (fraz. Collicelli)
- Santa Maria (fraz. Campiglio)
- San Lorenzo (fraz. Cesenà)
- Sant'Andrea Apostolo (fraz. Floriano)
- Santa Maria (fraz. Guazzano)
- San Giovanni Battista (fraz. Molviano)
- San Martino (fraz. Morge)
- San Pietro in Pensilis (fraz. Pagannoni)
- Santa Maria ad Preces (fraz. Pastinella)
- San Paterniano (fraz. Piancarani)
- Santa Maria ad Venales (fraz. Roiano)
- Nostra Signora delle Vittorie (fraz. Sant'Onofrio)

Bellante
- San Martino (fraz. Villa Penna)

Civitella del Tronto
- San Lorenzo
- Santa Maria delle Grazie (fraz. Borrano)
- San Flaviano (fraz. Ponzano)
- San Nicola (fraz. Rocca San Nicola)

Valle Castellana
- Santa Maria Assunta (fraz. Leofara)
- San Giovanni Battista (fraz. Macchia da Sole)

## Forania di Giulianova
Giulianova
- San Flaviano
- Cristo Re
- Santissima Annunziata (fraz. Giulianova Lido)
- Natività di Maria Vergine (fraz. Giulianova Lido)
- San Giuseppe (fraz. Colleranesco)

Alba Adriatica
- Immacolata Concezione
- Sant'Eufemia
- Santa Maria (fraz. Villa Fiore)

Mosciano Sant'Angelo
- San Michele
- Santa Maria degli Angeli (fraz. Convento)
- Santa Maria Assunta (fraz. Montone)
- Santa Maria del Suffragio (fraz. Selva Piana)
- San Pietro ad Spoltinum (fraz. Selva dei Colli)

Tortoreto
- San Nicola
- Sacro Cuore (fraz. Tortoreto Lido)

## Forania di Isola del Gran Sasso
Isola del Gran Sasso d'Italia
- Santi Cassiano e Giovanni in San Massimo
- Santa Maria delle Grazie (fraz. Casale San Nicola)
- Santa Maria del Calderolo e San Valentino (fraz. Cerchiara)
- San Salvatore (fraz. Fano a Corno)
- Santa Giusta (fraz. Forca di Valle)
- San Giovanni ad Insulam (fraz. Pretara)
- San Massimo (fraz. San Massimo)
- San Pietro (fraz. Ceriseto)
- Santa Maria degli Angeli (fraz. Trignano)

Castelli
- San Salvatore e Santa Maria
- Santa Lucia (fraz. Colledoro)
- Sant'Andrea (Villa Rossi)

Colledara
- San Paolo
- San Giorgio (fraz. Ornano Grande)
- Santa Lucia (fraz. Villa Petto)

Tossicia
- Santa Maria Assunta
- Santa Rufina (fraz. Aquilano)
- San Giovanni Battista (fraz. Chiarino)
- Sant'Andrea (fraz. Flamignano)

## Forania di Montorio al Vomano
Montorio al Vomano
- San Rocco
- Sant'Andrea (fraz. Altavilla)
- San Sebastiano (fraz. Collevecchio)
- Santa Lucia (fraz. Cusciano)
- San Michele Arcangelo (fraz. Faiano)
- Santissimo Salvatore (fraz. Leognano)
- San Giovenale (fraz. Villa Vallucci)

Cortino
- Santa Maria Assunta
- Santi Pietro e Paolo (fraz. Comignano)
- San Lorenzo (fraz. Cunetta)

Crognaleto
- Santissimo Salvatore
- Santa Maria Assunta (fraz. Alvi)
- San Pietro Apostolo (fraz. Cesacastina)
- San Giovanni Battista (fraz. Frattoli)
- San Silvestro (fraz. Macchia Vomano)
- Santi Pietro e Paolo (fraz. Nerito)
- San Nicola di Bari (fraz. Piano Vomano)
- Madonna di Loreto (fraz. Poggio Umbricchio)
- San Giorgio (fraz. San Giorgio)
- Santi Proto e Giacinto (fraz. Senarica)
- San Michele Arcangelo (fraz. Tottea)

Fano Adriano
- Santi Pietro e Paolo
- Sant'Egidio Abate (fraz. Cerqueto)

Pietracamela
- San Leucio Vescovo
- Santa Maria Assunta (fraz. Intermesoli)

## Forania di Nereto
Nereto
- San Martino Vescovo

Controguerra
- San Benedetto Abate

Corropoli
- Sant'Agnese

Sant'Omero
- Santissima Annunziata
- San Vincenzo Ferreri (fraz. Garrufo)
- Santa Lucia (fraz. Poggio Morello)

Torano Nuovo
- San Flaviano

## Forania di Roseto degli Abruzzi
Roseto degli Abruzzi
- Santa Maria Assunta
- Sacro Cuore
- San Nicola (fraz. Cologna paese)
- San Gabriele dell'Addolorata (fraz. Cologna spiaggia)
- Sant'Antimo (fraz. Montepagano)
- Santa Lucia (fraz. Santa Lucia)
- Sant'Anna (fraz. Voltarrosto)

Morro d'Oro
- Santi Salvatore e Nicola

Notaresco
- Santi Pietro e Andrea
- Santa Maria Assunta (fraz. Grasciano)
- San Rocco (fraz. Guardia Vomano)

## Forania di Sant'Atto
Teramo
- Santi Colomba ed Emidio (fraz. Caprafico)
- San Rustico (fraz. Cerreto)
- Santa Maria ad Porcellianum (fraz. Colle Santa Maria)
- Buon Pastore (fraz. Collurania)
- San Martino (fraz. Forcella)
- San Silvestro (fraz. Miano)
- San Lorenzo Martire (fraz. Nepezzano)
- Sant'Anastasio (fraz. Poggio Cono)
- San Vittorino (fraz. Poggio San Vittorino)
- San Francesco (fraz. San Nicolò a Tordino)
- Santa Croce (fraz. Sant'Atto)

Bellante
- Santa Croce e Santa Maria della Misericordia
- Santa Maria in Herulis (fraz. Ripattoni)

Canzano
- San Biagio

Castellalto
- San Giovanni Evangelista
- Santi Pietro e Andrea (fraz. Castelbasso)
- Santi Antonio e Vincenzo (fraz. Castelnuovo Vomano)
- San Michele Arcangelo (fraz. Villa Torre)

## Forania di Torricella Sicura
Teramo
- San Giacomo (fraz. Collecaruno)
- Santissimo Salvatore (fraz. Frondarola)
- Santo Stefano (fraz. Rapino)
- Santa Maria Assunta (fraz. Spiano)
- San Giovanni in Pergulis (fraz. Valle San Giovanni)

Torricella Sicura
- San Paolo Apostolo
- Natività di Maria (fraz. Abetemozzo)
- San Giovanni Evangelista (fraz. Borgonovo)
- Santa Maria Assunta (fraz. Ioanella)
- San Lorenzo (fraz. Magliano)
- San Giovanni Battista (fraz. Pastignano)
- San Nicola (fraz. Piano Grande)
- San Nicola (fraz. Poggio Rattieri)
- Sant'Apollinare (fraz. Poggio Valle)
- San Pietro (fraz. San Pietro ad Azzano)
- Sant'Ambrogio (fraz. Tizzano)
- San Bartolomeo (fraz. Villa Popolo)
- San Nicola (fraz. Villa Tofo)

Cortino
- San Martino (fraz. Casanova)
- San Lorenzo (fraz. Elce)
- Sant'Andrea Apostolo (fraz. Faieto)
- Santa Maria Assunta (fraz. Padula)
- Santi Pietro e Paolo (fraz. Comignano)
- Trasfigurazione (fraz. Pagliaroli)

Rocca Santa Maria
- Sant'Egidio Abate (fraz. Acquaratola)
- Santa Maria (fraz. Canili)
- San Nicola (fraz. Ciarelli)
- San Martino (fraz. Fioli)
- San Michele Arcangelo (fraz. Riano)